# George Herman Babcock
George Herman Babcock (17 de junho de 1832 — Nova Iorque, 16 de dezembro de 1893) foi um inventor estadunidense.
Co-inventor de um sistema seguro de tubulação de água para caldeiras a vapor. Juntamente com Stephen Wilcox fundou a empresa de caldeiras Babcock and Wilcox.